# Žensko teniško združenje
Žensko teniško združenje (Women's Tennis Association), ustanovljeno leta 1973, je glavno organizacijsko telo ženskega poklicnega tenisa. Organizira turnejo WTA, svetovno žensko teniško turnejo, ki se zaradi pokroviteljskih razlogov od leta 2005 imenuje turneja WTA Sony Ericsson. Njej nasprotna organizacija za moške je Združenje teniških profesionalcev.